# Leichtathletik-Europameisterschaften 1954/5000 m der Männer

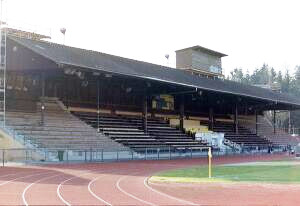
Tribüne des Stadions Neufeld in Bern

Der 5000-Meter-Lauf der Männer bei den Leichtathletik-Europameisterschaften 1954 wurde am 26. und 29. August 1954 im Stadion Neufeld in Bern ausgetragen.
Europameister wurde der sowjetische Läufer Wolodymyr Kuz, der im Finale einen neuen Weltrekord aufstellte. Er gewann vor dem Briten Christopher Chataway. Bronze ging an den tschechoslowakischen Titelverteidiger Emil Zátopek, der vier Tage zuvor den 10.000-Meter-Lauf für sich entschieden hatte.

## Rekorde

### Bestehende Rekorde
| Weltrekord           | 13:57,2 min | Emil Zátopek | Colombes, Frankreich | 30. Mai 1954    |
| Europarekord         | 13:57,2 min | Emil Zátopek | Colombes, Frankreich | 30. Mai 1954    |
| Meisterschaftsrekord | 14:03,0 min | Emil Zátopek | EM Brüssel, Belgien  | 26. August 1950 |

### Rekordverbesserungen
Es wurde ein neuer Weltrekord aufgestellt und damit gleichzeitig auch der bestehende EM-Rekord verbessert. Außerdem gab es zwei neue Landesrekorde.
- Weltrekord / gleichzeitig Meisterschaftsrekord:
  - 13:56,6 min – Wolodymyr Kuz (Sowjetunion), Finale am 29. August
- Landesrekorde:
  - 14:37,4 min – Pierre Page (Schweiz), zweiter Vorlauf am 26. August
  - 14:55,8 min – Manuel Faria (Portugal), dritter Vorlauf am 26. August

## Vorrunde
26 1954, 18:30 Uhr
Die Vorrunde wurde in drei Läufen durchgeführt. Die ersten fünf Athleten pro Lauf – hellblau unterlegt – qualifizierten sich für das Finale.

### Vorlauf 1
| Platz | Name                | Nation         | Zeit (min) |
| ----- | ------------------- | -------------- | ---------- |
| 1     | Frans Herman        | Belgien        | 14:42,8    |
| 2     | Fred Green          | Großbritannien | 14:42,8    |
| 3     | Wladimir Okorokow   | Sowjetunion    | 14:43,0    |
| 4     | Sándor Garay        | Ungarn         | 14:43,6    |
| 5     | Øistein Saksvik     | Norwegen       | 14:44,0    |
| 6     | Władysław Płonka    | Polen          | 14:47,0    |
| 7     | Osman Coşgül        | Türkei         | 14:51,0    |
| 8     | Rudolf Morgenthaler | Schweiz        | 14:54,8    |
| 9     | Dimitar Vachkov     | Bulgarien      | 14:59,4    |

### Vorlauf 2
| Platz | Name             | Nation           | Zeit (min) |
| ----- | ---------------- | ---------------- | ---------- |
| 1     | Wolodymyr Kuz    | Sowjetunion      | 14:18,8    |
| 2     | Herbert Schade   | BR Deutschland   | 14:23,8    |
| 3     | Lucien Hanswijck | Belgien          | 14:29,2    |
| 4     | Urho Julin       | Finnland         | 14:36,2    |
| 5     | Emil Zátopek     | Tschechoslowakei | 14:36,2    |
| 6     | Pierre Page      | Schweiz          | 14:37,4 NR |
| 7     | Karl Lundh       | Schweden         | 14:42,4    |
| 8     | Antonio Amorós   | Spanien          | 15:28,6    |
| DNF   | Henri Laethier   | Frankreich       |            |
| DNF   | Cahit Önel       | Türkei           |            |

### Vorlauf 3
| Platz | Name                 | Nation         | Zeit (min) |
| ----- | -------------------- | -------------- | ---------- |
| 1     | Alojzy Graj          | Polen          | 14:38,4    |
| 2     | József Kovács        | Ungarn         | 14:38,6    |
| 3     | Christopher Chataway | Großbritannien | 14:40,0    |
| 4     | Rolf Haikkola        | Finnland       | 14:40,0    |
| 5     | Heinz Laufer         | BR Deutschland | 14:42,0    |
| 6     | Kurt Rötzer          | Österreich     | 14:46,2    |
| 7     | Drago Štritof        | Jugoslawien    | 14:48,4    |
| 8     | Manuel Faria         | Portugal       | 14:55,8 NR |
| 9     | Helmut Becker        | Saarland       | 15:21,8    |
| DNF   | Michel Ascaratel     | Frankreich     |            |

## Finale

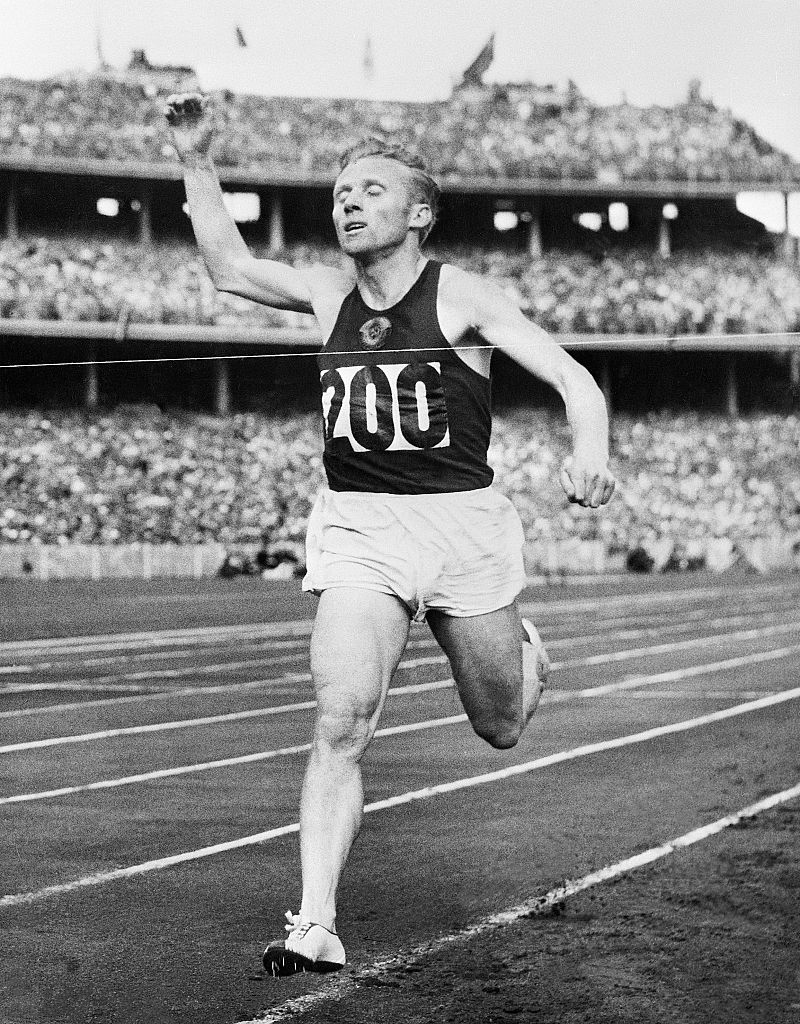
Europameister Wolodymyr Kuz – hier als Olympiasieger 1956

29. August 1954
| Platz | Name                 | Nation           | Zeit (min) |
| ----- | -------------------- | ---------------- | ---------- |
| 1     | Wolodymyr Kuz        | Sowjetunion      | 13:56,6 WR |
| 2     | Christopher Chataway | Großbritannien   | 14:08,8    |
| 3     | Emil Zátopek         | Tschechoslowakei | 14:10,2    |
| 4     | Wladimir Okorokow    | Sowjetunion      | 14:20,0    |
| 5     | Lucien Hanswijck     | Belgien          | 14:25,6    |
| 6     | Frans Herman         | Belgien          | 14:31,4    |
| 7     | Øistein Saksvik      | Norwegen         | 14:32,2    |
| 8     | Urho Julin           | Finnland         | 14:32,4    |
| 9     | Sándor Garay         | Ungarn           | 14:44,6    |
| 10    | Alojzy Graj          | Polen            | 14:48,6    |
| 11    | Rolf Haikkola        | Finnland         | 15:22,8    |
| DNF   | Herbert Schade       | BR Deutschland   |            |
| DNF   | Heinz Laufer         | BR Deutschland   |            |
| DNF   | József Kovács        | Ungarn           |            |
| DNF   | Fred Green           | Großbritannien   |            |

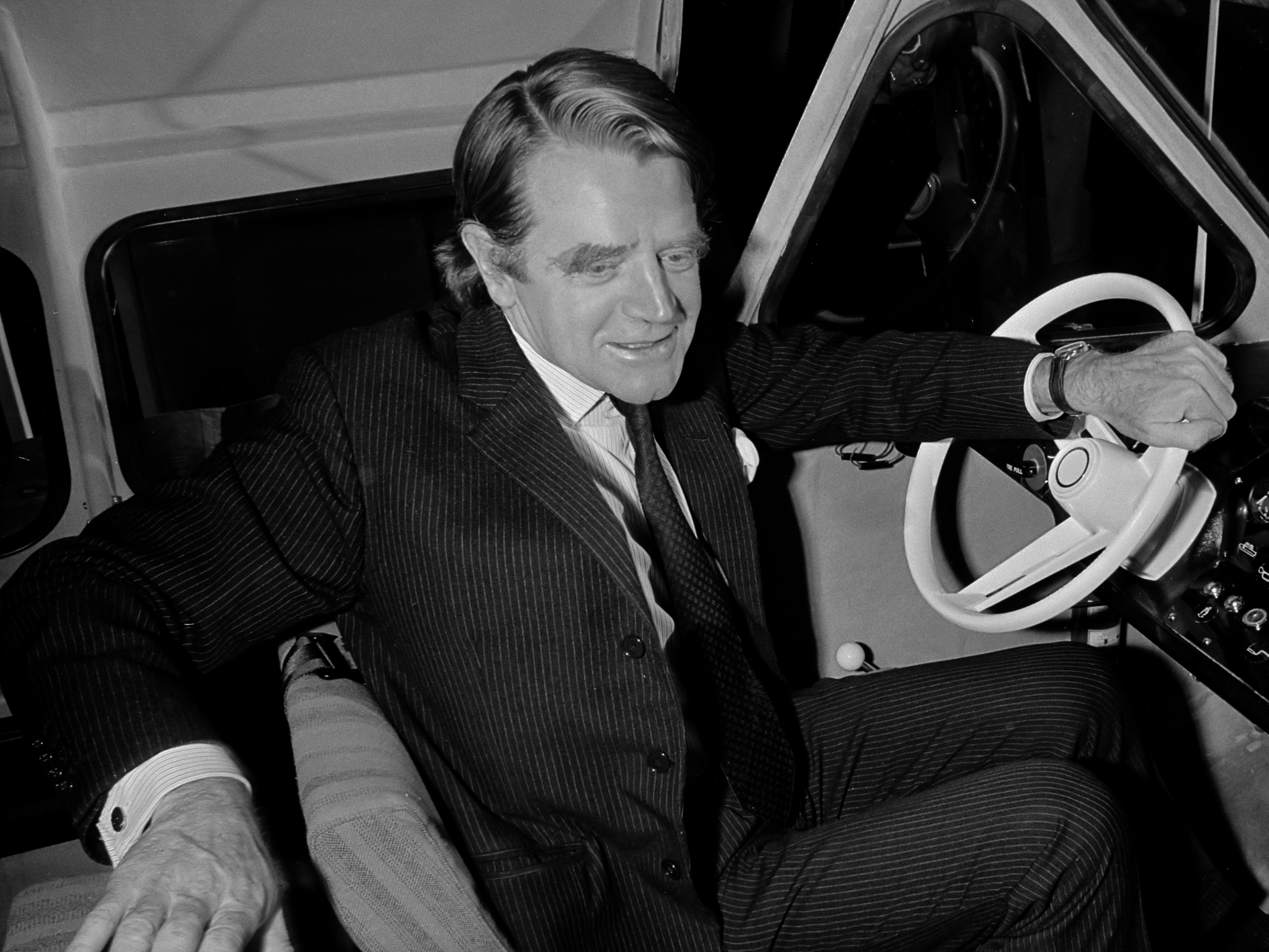
Vizeeuropameister Christopher Chataway – hier im Jahr 1972
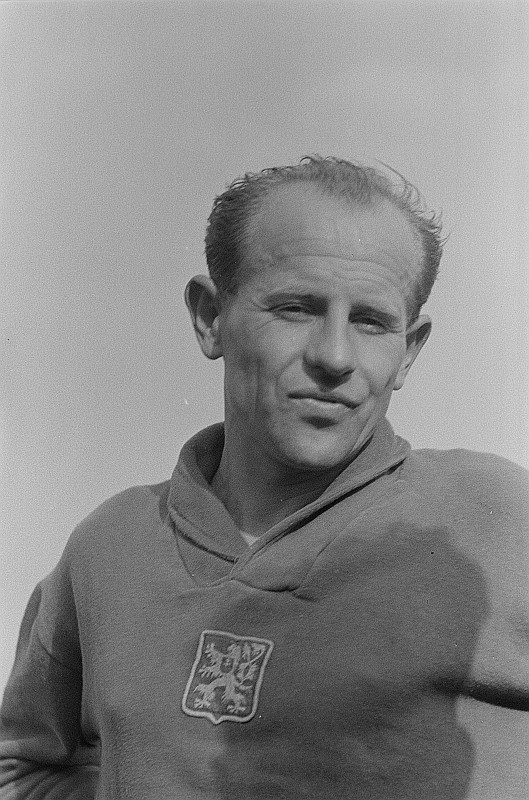
Bronzemedaille für Titelverteidiger Emil Zátopek nach seinem Titelgewinn vier Tage zuvor über 10.000 Meter
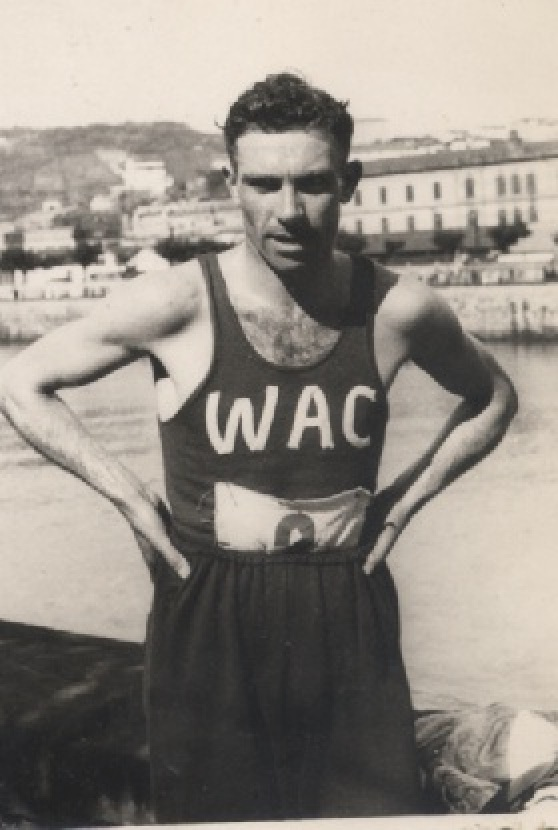
Frans Herman belegte Rang sechs
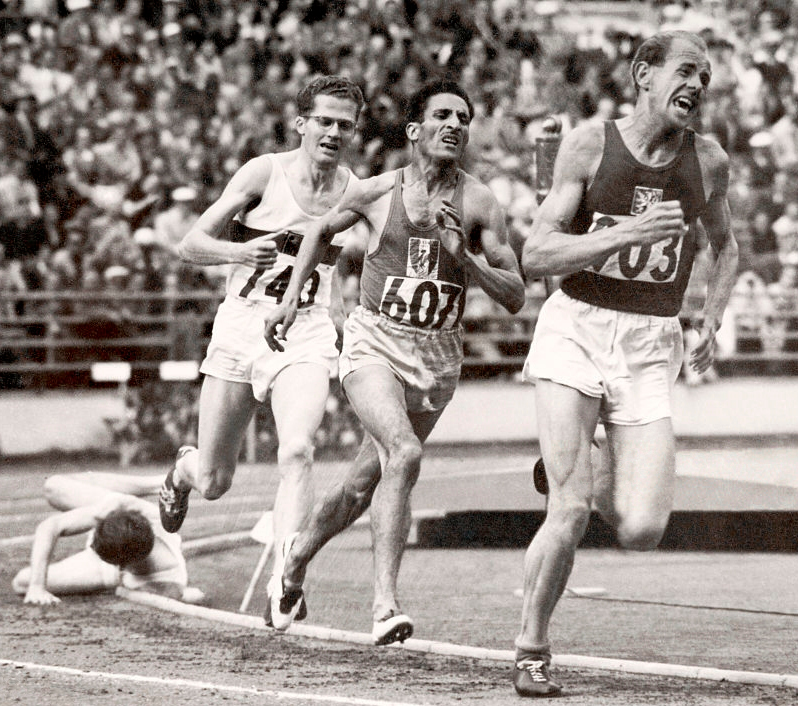
Herbert Schade – hier an dritter Stelle bei seinem Bronzerennen im olympischen Finale 1952 – erreichte nicht das Ziel / außerdem auf dem Foto: Olympiasieger Emil Zátopek in führender Position vor Alain Mimoun sowie Chris Chataway nach seinem Sturz hinter Schade

## Video
- 5000mWR Kuts Chataway Zatopek 1954 European Championships,Bern, youtube.com, abgerufen am 2. Juli 2022